# 衛瓘
衛瓘（220年—291年），字伯玉，司隸河東安邑人，三國時期魏國、西晉的大臣，魏國侍中衛覬之子，出身書法世家。及長仕於魏國，擔任廷尉、鎮西將軍；以持節監軍伐蜀大軍。滅亡蜀漢後，因謹慎瓦解鍾會的叛亂而受重用。魏晉交替後，曾出鎮幽州，削弱了北方鮮卑的勢力，後入朝任尚書令，官至太保。後受賈后誣陷，與其子孫一同為楚王司馬瑋捕殺。

## 生平
衛瓘十歲時，父親就去世，表現至孝過人，承襲父親閔鄉侯爵位。成年後，當上尚書郎。尚書臺是權力中心，而彼時曹魏法度嚴苛、政派不一，母親陳氏很擔心他身居此位會得罪人，故衛瓘自求轉任通事郎，後又轉中書郎。入仕十年間，曹魏歷經權臣專政，衛瓘卻能巧妙在之間遊走，不過份親近任何一方，也做得稱職，傅嘏因而看重衛瓘，稱他是甯武子。以後累經升遷，升任散騎常侍。魏元帝即位後，衛瓘轉任侍中，持節慰勞河北。後轉廷尉卿，因通明法理，每參聽訟案，不論案情大小都必依實情處理。

### 克蜀平叛
景元四年（263年），司馬昭命征西將軍鄧艾、鎮西將軍鍾會等領兵攻伐蜀漢，衛瓘時以廷尉卿持節監（察）鄧艾、鍾會軍事，行鎮西軍司，並受命統兵一千人。同年，鄧艾在鍾會大軍遭姜維阻於劍閣之際，經陰平小道徑取成都，並接受後主劉禪投降，滅掉蜀漢。但鄧艾建立滅蜀功勳後，致力使局勢穩固的措施在朝中被視為獨斷專行，尤以未經直屬上司司馬昭允准而任命臨時官員。鄧艾時向司馬昭建議一些懷柔蜀漢遺民的措施籠絡東吳，司馬昭透過衛瓘向鄧艾說：「這些人事任命等相關事宜應當先向朝廷通報，不適合自己專斷而立即實行。」但鄧艾請求司馬昭考慮到「不能為常規失掉適當時機」。但鄧艾未料這樣的行為受到正嫉妒鄧艾滅蜀之功及自己私下懷有野心的鍾會利用，於是鍾會模仿鄧艾的筆跡，改寫了鄧艾寄給司馬昭書信的措辭，令司馬昭開始懷疑鄧艾有不臣之心，然後鍾會繼之聯合衞瓘、胡烈及師纂等人一同寫信向司馬昭密報鄧艾有反心。
景元五年（264年），司馬昭經由朝廷下詔以檻車收捕鄧艾，並押解回京審判。司馬昭擔心鄧艾抗命，於是下令鍾會率軍成都協助逮捕，但鍾會卻先派遣兵力較弱的衛瓘在他之前到成都收擒鄧艾，打算借鄧艾之手殺了他，以坐實鄧艾的謀反。衛瓘深知此行兇險，但因自己身任監軍，職責所在不能拒絕，唯有出發。衛瓘半夜到達成都後，向鄧艾諸營將領發出檄文，表明奉詔只捉拿鄧艾一人，其餘一概不予追究，如果向官軍報到，爵位賞賜一如先前；如果膽敢不出面，就把那人誅三族。於是第二天雞鳴時，鄧艾諸將紛紛趕至衛瓘軍營中，只有不知情的鄧艾父子沒到。衞瓘於是在清晨乘車直入成都殿前，派人收捕還未睡醒的鄧艾父子。鄧艾的親信部將大怒，紛紛率隊來到衛瓘軍營喊冤。衛瓘聞訊，穿著輕裝出來迎接，隨手拿出一份寫到一半的奏章，假稱自己也正在為鄧艾申辯冤屈，鄧艾親兵見此，遂輕信了他而罷手，於是鄧艾父子皆被衛瓘收押。。
鍾會於景元五年正月十五（264年2月29日）抵達成都後，將被囚的鄧艾送走，隨即展開他的謀反行動。翌日便召集起護軍、郡守及牙門以上高級軍官，偽稱郭太后死訊並為其發喪，又以假造的郭太后遺詔起兵討伐司馬昭。鍾會派親信代領諸軍，而將召來的胡烈等魏軍將領囚禁在原蜀漢各曹屋中。衛瓘也被鍾會留住討論事項，並獲告知想殺掉胡烈等人的意圖。衞瓘斷然拒絕，造成他與鍾會彼此猜疑。衛瓘乘著上廁所的機會，將鍾會謀反的消息傳達給胡烈昔日的老部屬知道，讓他向軍隊傳播；另一方面，胡烈因鍾會帳下督丘建的幫助，得以與士兵接觸，向他們詐稱從丘建處得知鍾會已挖好土坑要坑殺所有魏軍的消息，讓此消息傳遍軍中。當時魏軍伐蜀，連年征戰在外，所有人都有思鄉之心，人心已經不穩，再得知這些消息後，眾人愈加憤怒不已，一致決定討伐鍾會，但身為監軍的衛瓘仍被鍾會留著，故他們都不敢先動。當晚，鍾會徹夜逼著衛瓘同意其作亂計劃，而衛瓘始終不開口，雙方都橫刀膝上，情勢嚴峻。鍾會乃不得已，打算派衛瓘慰勞諸軍，而這正合衛瓘心意；為了堅定鍾會意志，衛瓘故意說：「您是三軍之主，應該自己去慰勞才對。」鍾會回答：「你是監軍，你先去吧，我晚點再去。」衛瓘於是步出成都宮殿。不過鍾會很快就後悔了，派人召還衛瓘，衛瓘卻回答自己暈眩病發，還假裝倒地，但甫出殿閣，已有幾十個鍾會親信去追他。衛瓘急忙趕回官舍，隨即服下大量鹽湯，刺激身體不適，嘔吐大作。由於衛瓘向來體弱，這樣看起來就似病得很重了，鍾會所派的親信和醫者見過他後都說他快不行了，鍾會遂不再堤防衛瓘。至黃昏，衛瓘寫檄文向諸軍宣布鍾會謀反，而諸軍已有準備，於是在翌日午間各軍一同發起兵變攻襲鍾會，最終鍾會等軍戰敗，鍾會被殺。衞瓘接著重新部署諸將，經歷大亂後的魏軍又安定整肅起來。
鄧艾的部下這時情知始作俑者乃是鍾會，便又追趕囚車，要救出鄧艾，迎接他回成都。衛瓘擔心鄧艾一旦被部屬釋放，自己構陷鄧艾造反的事情會曝光，同時又想獨攬瓦解鍾會之亂的功勞，便差遣護軍田續至綿竹，搶在鄧艾諸將到達前斬殺鄧艾父子。此前，鄧艾進入江油時，田續因為地形險惡難走，不敢輕易前進，為此差點被鄧艾殺掉以提振士氣，因左右為田續求情而被赦免，由此衛瓘派遣田續追殺鄧艾時，對他說：「現在你可以報在江油受辱的仇了。」
事後，朝中議論要加封衛瓘，衛瓘稱克蜀之功是眾人的功勞，而鄧艾、鍾會二將則是自取滅亡，自己在其中雖有運用智謀，但不是領導者，故堅持不接受賞賜。之後任使持節都督關中諸軍事、鎮西將軍的職位，不久轉任都督徐州諸軍事、鎮東將軍，增封為菑陽侯。

### 安定
西晉建立後，衛瓘升任征東將軍、進爵為菑陽公。泰始五年（269年），轉都督青州諸軍事、青州刺史，升任征東大將軍、青州牧。衛瓘先前在關中、徐州及現在青州都有政績。後泰始七年八月丙戌日（271年9月30日）轉赴任所與烏桓接壤的征北大將軍、都督幽州諸軍事、幽州刺史，領烏桓校尉。衛瓘上任後，上表分幽州立平州，最終朝廷於泰始十年（274年）置平州，並與衛瓘加都督平州。當時北方邊境東有烏桓，西有拓跋鮮卑拓跋力微，都屢有侵邊之舉。咸寧元年（275年），拓跋力微遣子拓跋沙漠汗向晉朝貢，衛瓘以沙漠汗雄異非常，慮為後患，於是上表請留沙漠汗，又請以重金賄賂鮮卑諸部大人，用以分化拓跋鮮卑，於是拓跋部中執事及外部大人都受過晉賂。衛瓘又賄賂庫賢，並以此達至分化烏桓及拓跋鮮卑的效果，終於烏桓降而拓跋力微憂死，解除邊患。
咸寧四年（278年），朝廷徵衛瓘入朝升任尚書令，加侍中。
太康三年十二月甲申日（283年1月28日），衛瓘領銜司空，兼侍中及尚書令，因為政簡約更得朝野讚譽，晉武帝更下令將繁昌公主賜婚給衛瓘第四子衛宣。以後又加衛瓘領太子少傅。
晉時依曹魏行九品中正制，但衛瓘認為這根本只是權宜的制度，應該是時候恢復古時鄉里選舉人才，遂與太尉汝南王司馬亮等人上疏求廢九品中正制，言九品之制已是「中間雜染，遂計資定品，使天下觀望，唯以居位為貴，人棄德而忽道業，爭多少於錐刀之末，傷損風俗，其弊不細」；反而復古制是「使朝臣共相舉任，出才之路既博，且可以厲進賢之公心，覈在位之明闇」。晉武帝雖然同意，但還沒來得及改易制度便駕崩。

### 忠貞遭禍
晉武帝司馬炎早在泰始三年（267年）就立了皇子司馬衷為太子，但其實朝臣都知司馬衷並不聰明，無能力判斷政事，衛瓘也常想上陳請求改易儲君，但始終不敢直說。後來，衛瓘趁著宴會後酒醉，跪在御床前說：「臣有事想啓奏。」武帝問：「愛卿有什麼話想說？」衛瓘表現得欲言又止，然後用手摸著御牀說：「這座位真是可惜了啊！」晉武帝明白衛瓘是在暗示太子才能與資質不足以承擔帝位，遂裝糊塗說：「愛卿喝醉了吧？」衛瓘知道武帝不願更換太子，遂不敢再提此事。不過此事後被太子妃賈南風得知，衛瓘遂遭其忌恨。
太熙元年（290年），晉武帝患病，時權勢極盛的外戚楊駿與衛瓘亦不和。楊駿為了在惠帝繼位後獨專大權，便打算讓衛宣與繁昌公主離婚，進而逼令衞瓘退位離開朝廷，遂與黃門以衛宣之前有過脫序行為、敗壞皇家門聲為由，造文章謗譭他，讓晉武帝下令繁昌公主與其離婚，衛瓘亦以教子無方的過失，被逼退位，轉以沒有權利的太保還第。後來，武帝得知黃門構陷衛宣，打算讓繁昌公主與衛宣復婚，但衛宣此時已患病過世。不久，武帝去世，惠帝即位，由楊駿單獨輔政。翌年（291年），已成皇后的賈南風想除去楊駿，遂聯結司馬亮、鎮南將軍司馬瑋以及殿中中郎李肇及孟觀誅除楊駿。
衛瓘因與楊駿對立，被賈后以太保加錄尚書事拉攏，同時獲得綠綟綬，劍屐上殿、入朝不趨等禮遇，與汝南王亮一起輔政。衛瓘及司馬亮認為司馬瑋性格凶狠暴戾，不能重用，遂上奏請分遣諸王歸藩，但當時朝臣根本無人敢響應二人的建議，於是反而招來司馬瑋的怨恨。另一方面，衛瓘亦討厭楚王心腹公孫宏及歧盛，以他們品行不端為由，擔憂他們會成為禍亂，便打算收捕歧盛。歧盛知道後，與公孫宏定計，藉李肇之手假傳司馬瑋的話，向賈后中傷司馬亮及衛瓘。賈后先前已討厭衛瓘，又擔心衛瓘會成為下一個楊駿，阻礙自己專政，便順勢假惠帝之手下詔，以衛瓘、司馬亮陰謀廢立，要廢黜二人，下令司馬瑋去收捕衛瓘。
司馬瑋又另外假作詔命召集諸軍，派清河王司馬遐去收捕衛瓘，衛瓘身邊親信都懷疑司馬遐手持的詔命是假的，均勸告衛瓘自己上表問明事況。然衛瓘不聽，最終與本家子孫等九人為司馬瑋誅殺，終年七十二歲。
司馬瑋收殺衛瓘及司馬亮後，隨即就被賈南風以此為由誅殺，衛瓘女兒及菑陽國臣都上書申冤，參與收葬衛瓘的太保主簿劉繇等人亦都上書陳情，最終朝廷以衛瓘在蜀地的功勳改封他為蘭陵郡公，增邑三千戶，並賜諡號成，贈假黃鉞。蘭陵郡公由倖免於難的孫兒衛璪承襲，後因東海王司馬越以蘭陵郡增益本國東海國而改封江夏郡公，有食邑八千五百戶。

## 性格特徵
- 《晉書》載衛瓘性貞靜有名理，以明識清允稱。
- 衛瓘為人嚴肅，以法御下，視諸尚書為參佐，而尚書郎是掾屬，但有小過便動輒怒斥，導致許多人都忌恨他，甚至在政變中公報私仇，將其子孫抓出來屠戮。
- 衛瓘學問淵博，有文才及藝術，尤其與同時的尚書郎索靖擅長草書，得當時人稱美為「一臺二妙」。時人更將其書法與漢末書法家張芝相提，稱「瓘得伯英筋，靖得伯英肉」。張懷瓘《書斷》以衞瓘的章草列為「神品」，小篆、隸書、行書、及草書則為「妙品」[15]。

## 軼事
- 邓艾被衛瓘指使田续杀害后，杜預向眾人大表不满：“伯玉難道不會有報應嗎！身為名士，位居總帥，居然做出這種缺德事給底下人看，是小人而乘君子之器，這種人怎麼能讓他上位？”衛瓘聽後，啞口無言，只好低頭道歉。而後衛家子孫果受誅戮，只有兩個孫子因為當時出外看病而倖免。[16]。
- 衛家遭難前一年，灶房僕人煮飯時，米粒落地，變成了螺。[17]。
- 衛瓘擔任司空時，因帳下給使榮晦犯了錯，便發怒免了榮晦的職，後來司馬暐率眾捕殺衛瓘家時，榮晦也在其行陣中，按著譜序把衛瓘子孫一個個抓出來屠戮。後來衛瓘的女兒在衛家獲得平反後，上書申冤，請求朝廷將榮晦族誅。[18]。
- 衛瓘的兒子衛恆躲在牆中，原本可以免難，他挖孔向嫂父何劭詢問風聲，何劭卻知情不告，結果衛恆以為沒事了，從牆中走出來，經過廚房，被正在廚房找東西吃的人撞見，於是遇害。

## 家庭

### 父
- 衛覬

### 兄弟
- 衛寔，（史书作实，当从墓碑作寔）衞瓘弟；[19]曾任弘農太守[20]衞瓘封菑陽侯時分爵封為開陽亭侯。[6]

### 子女辈
- 衛恒，蘭陵貞世子，與父同被殺
- 衞嶽，與父同被殺
- 衞裔，與父同被殺
- 衞宣，娶繁昌公主，後離婚，先衞瓘病死
- 衛庭，衛宣弟，為太子司馬遹友
- 卫氏
- 卫琇，字惠瑛，河东人，散骑常侍、闻阳乡侯卫寔之女，司空卫瓘侄女。[6]王浚继妻，无子女。 （页面存档备份，存于）

### 孫辈
- 衛璪，衛恒子，襲爵，官至散騎侍郎，永嘉之亂時被亂兵殺害。
- 衛玠，衛恒子，有盛名。
- 衛鑠，衛恒女；李矩之妻衛夫人、書聖王羲之之師。